# 圣地亚哥-迪博加杜
圣地亚哥-迪博加杜是葡萄牙波尔图区的一个堂区。总面积14.5平方公里，总人口6759人，人口密度466.1人/平方公里。